# Tamanrasset (tỉnh)
Tamanrasset hay Tamanghasset (tiếng Ả Rập: ولاية تمنراست , Berber: Tamenγest) là tỉnh lớn nhất ở Algérie. Tỉnh này được đặt tên theo tỉnh lỵ Tamanrasset, giáp biên giới với vùng thủ hiến Ghat của Libya và vùng Agadez của Niger. Tỉnh này có 2 vườn quốc gia: Vườn quốc gia Tassili n'Ajjer và Vườn quốc gia Ahaggar.

## Các đơn vị hành chính
Tỉnh này được chia thành 6 huyện, các đơn vị này lại được chia thành 12 đô thị (huyện lỵ trùng tên với huyện được bôi đậm):
- Tamanrasset
- In Salah
- Tazrouk
- Abalessa
- In Ghar
- Tin Zaouatine
- In Guezzam